# Guttenstall
Guttenstall ist ein Ortsteil der Gemeinde Denklingen im oberbayerischen Landkreis Landsberg am Lech.

## Geografie
Der Weiler Guttenstall liegt circa drei Kilometer südöstlich von Denklingen auf einer Schotterterrasse des Lechs an der Bundesstraße 17.

## Geschichte
Guttenstall war bis zum 30. Juni 1972 ein Ortsteil der ehemaligen Gemeinde Epfach.